# Adolfo di Nassau
Adolfo di Nassau-Weilburg (prima del 1250 – Göllheim, 2 luglio 1298) è stato re dei Romani dal 1292 al 1298. Fu il primo sovrano nella storia del Sacro Romano Impero che, seppur sano nella mente e nel corpo, venne deposto dai principi tedeschi in assenza di una scomunica papale.

## Biografia
Adolfo era figlio del conte Valderamo II e di Adelaide von Katzenelnbogen. Suo fratello, Diether, fu arcivescovo di Treviri.

### Elezione a re
All'epoca della sua elezione Adolfo aveva poco più di quarant'anni. La sua attività politica si era sin ad allora limitata all'alleanza con l'arcivescovo di Colonia. Non disponeva neppure dell'intero patrimonio della famiglia dei conti di Nassau, situato in principalmente a nord e nord-ovest di Francoforte sul Meno. Adolfo non disponeva di una propria cancelleria, ma, grazie ai suoi rapporti con gli arcivescovi di Treviri e Colonia, aveva probabilmente una buona conoscenza della situazione politica nella zona del medio Reno e di Magonza. Parlava, oltre al tedesco, anche francese e latino, cosa che per l'epoca era insolita persino tra i nobili.
Rodolfo I, predecessore di Adolfo, non era riuscito a convincere il re di Boemia, Venceslao II a sostenere l'elezione a re di Alberto d'Asburgo, figlio di Rodolfo. Le perplessità di Venceslao e degli altri principi tedeschi rispetto ad un'elezione di Alberto non vennero meno con la morte di Rodolfo. Solamente il conte palatino Ludovico il Severo assicurò il proprio voto ad Alberto. Secondo un documento del secolo XIV i risentimenti verso Alberto erano tanto profondi che l'arcivescovo di Colonia, Siegfried von Westerburg, fece del rifiuto una questione di principio, argomentando che non era giusto che il figlio succedesse al padre.
Inoltre Venceslao e Siegfried si accordarono con Gerhard II von Eppstein, arcivescovo di Magonza, acché il futuro re servisse principalmente i loro interessi. Venceslao riuscì a portare dalla propria parte anche il margravio di Brandeburgo e il duca di Sassonia, mentre il Conte palatino del Reno e l'arcivescovo di Colonia non opposero resistenza.

### Gli impegni di Adolfo verso i principi

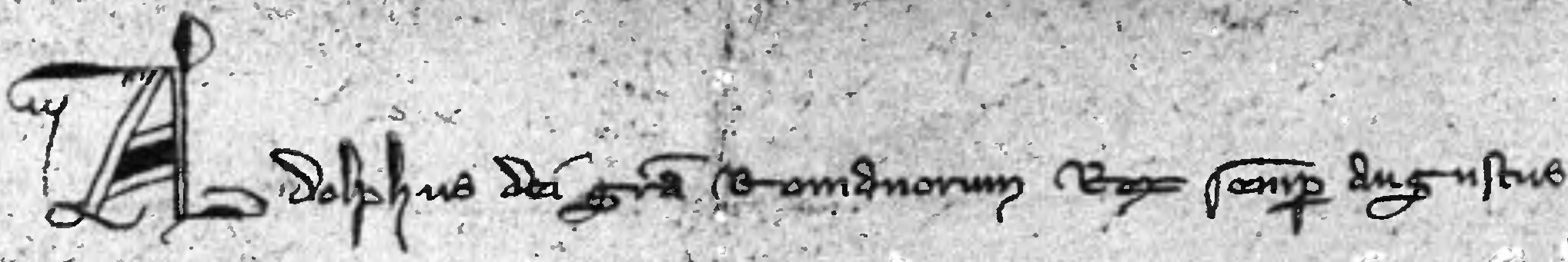
Intitulatio di un documento di Adolfo del 1292: Adolphus Dei gratia romanorum rex semper augustus

Una volta assicuratasi la maggioranza, l'arcivescovo di Colonia propose ai principi tedeschi riuniti nel collegio elettorale il nome di Adolfo di Nassau. Questi era disposto, nell'eventualità di una sua elezione a re tedesco, a fare vaste concessioni ai principi, e a far proprie le loro indicazioni politiche.
Il primo a valersi di questa disponibilità fu l'arcivescovo di Colonia, il quale, il 27 aprile 1292, ancor prima dell'elezione di Adolfo, si fece confezionare da quest'ultimo un documento (capitulatio) nel quale, in caso di elezione, venivano confermate una lunga lista di proprietà, di sequestri di città e castelli imperiali, nonché la somma di 25.000 marchi d'argento. Inoltre Adolfo assicurava all'arcivescovo il proprio sostegno contro eventuali avversari, e si impegnava a che nessun avversario dell'arcivescovo entrasse a far parte del consiglio imperiale. Adolfo si impegnava a dare, dopo l'elezione, assicurazioni sufficienti dell'adempimento dei propri impegni, e se fosse stato altrimenti a rinunciare al trono.
Anche gli altri principi ottennero analoghe assicurazioni da Adolfo, anche se successivamente all'elezione. Chi ottenne i maggiori vantaggi fu il re di Boemia Venceslao: Adolfo gli promise di revocare ad Alberto d'Asburgo i ducati d'Austria e Stiria. Questa manovra doveva avvenire secondo la falsariga della lotta tra Rodolfo I e Ottocaro II (re di Boemia e padre di Venceslao): dapprima Alberto doveva essere chiamato a presentarsi di fronte ad un tribunale imperiale. Se non avesse accettato di comparire, le decisioni del tribunale dovevano essere eseguite, anche facendo uso della forza. Così Venceslao avrebbe avuto di ritorno i territori che il padre aveva dovuto cedere agli Asburgo.
A principato vescovile di Magonza furono promesse le città imperiali di Mühlhausen e Nordhausen, in Turingia, oltre a vantaggi di natura finanziaria. Come il collega di Colonia, anche l'arcivescovo di Magonza pretese che nessuna persona a lui sgradita facesse parte del consiglio imperiale.
In confronto ai vantaggi ottenuti dagli arcivescovi di Magonza e Colonia e dal re di Boemia, le richieste del conte palatino e dell'arcivescovo di Treviri furono molto limitate.
Il 5 maggio 1292 Adolfo venne eletto re, e l'incoronazione ebbe luogo il 24 di giugno ad Aquisgrana. Ma il re aveva ben pochi margini di manovra, proprio per l'entità delle promesse fatte.

### Promesse non mantenute
Come aveva convenuto con l'arcivescovo di Colonia, Adolfo, dopo l'incoronazione, rimase per quattro mesi nei territori dell'arcidiocesi. Ma, a dispetto degli accordi fatti, Adolfo si emancipò ben presto dalle promesse fatte a chi lo aveva sostenuto, senza esitare ad allearsi con i loro nemici al fine di perseguire i propri interessi. Per esempio confermò e addirittura estese i diritti della nobiltà e della città di Colonia, che si erano rivolti a lui in opposizione all'arcivescovo. In questo modo veniva frustrato il tentativo dell'arcivescovo di riacquistare la propria influenza nella città.
Anche le assicurazioni a Venceslao riguardo ai ducati d'Austria e Stira vennero rapidamente dimenticate. Alberto seppe gestire con un'abile diplomazia il confronto con il nuovo re, e, nel novembre 1292 ottenne l'investitura ufficiale sui ducati d'Austria, di Stiria, sulla Marca vindica e sulla città di Pordenone, in cambio della restituzione del tesoro imperiale, che era rimasto in suo possesso. Il possesso di tali gioielli, insegne e reliquie dell'Impero, erano un indizio importante per la legittimità dell'autorità del sovrano, ma non una condicio sine qua non. Adolfo, con ogni sua decisione, si allontanava sempre più dalle promesse fatte ai principi, ma in modo tale che nessuno potesse accusarlo di aver violato i patti.
Come sovrano Adolfo seppe agire con grande sicurezza. La sua corte divenne una calamita per chi cercava una tutela dai principi imperiali, che diventavano di giorno in giorno più potenti. Egli tenne diverse diete, e rinnovò il Landfrieden di Rodolfo I d'Asburgo per altri dieci anni, oltre a promuovere almeno altri due Landfrieden regionali.
Uno degli strumenti più importanti del potere di Adolfo era il diritto feudale. Dai principi ecclesiastici egli pretendeva un compenso per l'investitura di regalie, e questa richiesta era talvolta esorbitante. I contemporanei videro in quest'atteggiamento una sorta di simonia. Gli storici moderni considerano ciò piuttosto una maniera innovativa di individuare fonti d'entrate statali, come, del resto, fecero anche altri monarchi in Europa occidentale. Adolfo riuscì inoltre, tramite un'accorta politica matrimoniale, a riportare nella disponibilità del regno beni imperiali andati perduti.

### L'acquisizione della Turingia

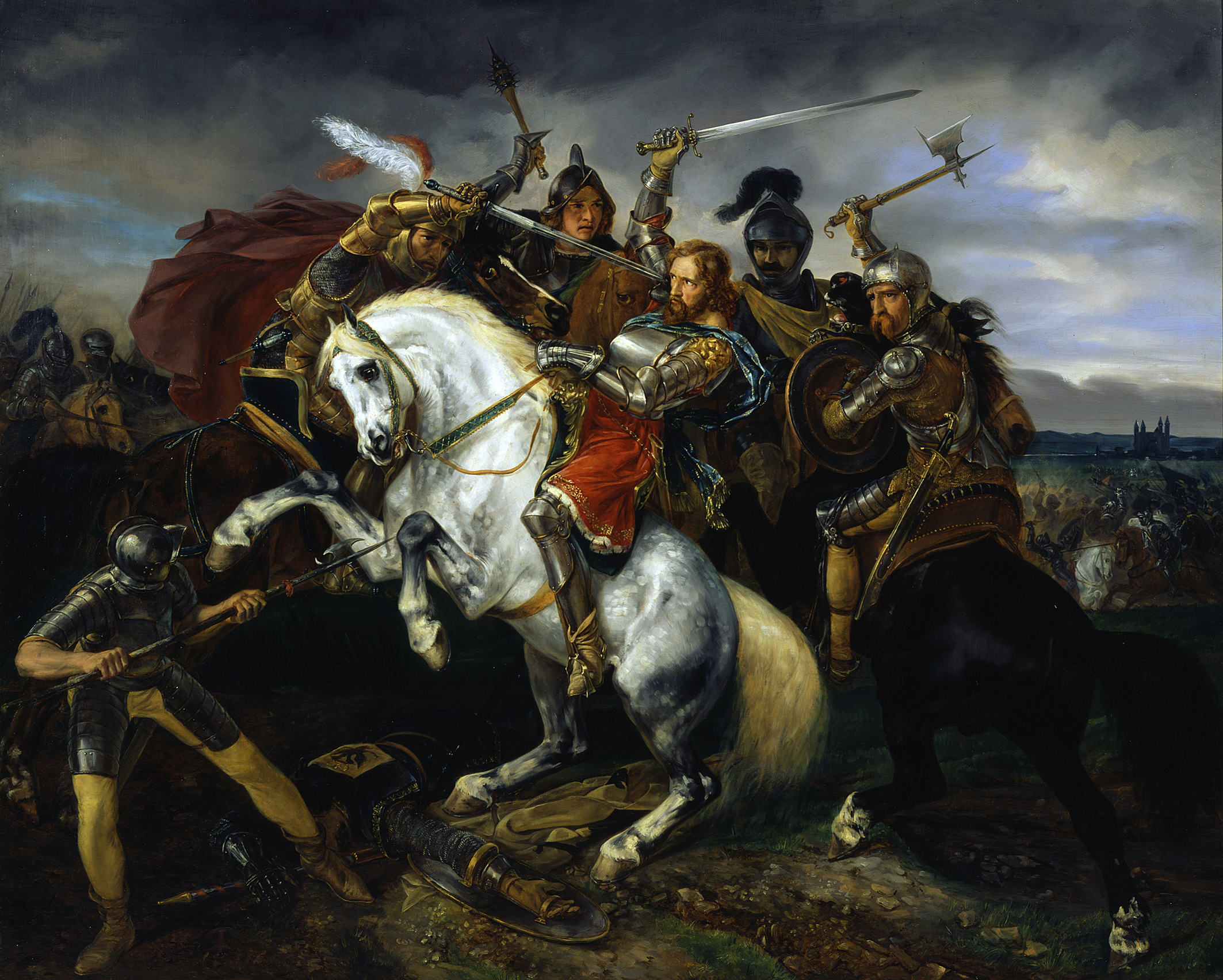
La morte di Adolfo di Nassau Meister Simon, 1829

Nel 1294 il potere di Adolfo era all'apogeo. Si alleò con Edoardo I, re d'Inghilterra contro la Francia, ottenendo in cambio 60.000 sterline, equivalenti a 90.000 marchi d'oro. Questa alleanza, considerata un'operazione mercenaria, unita al fatto che poi Adolfo non mantenne i propri impegni, danneggiarono la fama del sovrano, ma, dapprincipio, non rimase priva di conseguenze. Adolfo decise infatti di intervenire in Turingia, dilaniata da lotte intestine, acquistando il langraviato di Alberto il degenere. Adolfo approfittò della lotta tra Alberto e suo figlio Federico l'audace. L'acquisizione venne fatta in qualità di sovrano, e certamente grazie anche ai finanziamenti ottenuti dal re d'Inghilterra. Dal punto di vista giuridico si trattava di un atto ineccepibile, perché Adolfo aveva convinto un suo vassallo a rinunciare ai propri diritti sul feudo, il cui territorio era ritornato all'impero. Rese feudo imperiale anche il margraviato di Meißen, divenuto vacante per l'estinguersi di un ramo secondario dei Wettiner, e che era occupato da uno dei figli di Alberto il degenere.
Ma l'acquisizione della Turingia e della marca di Meißen venivano in conflitto con gli interessi di quattro grandi principi. L'arcivescovo di Magonza eccepì che parte della Turingia non era feudo imperiale, bensì infeudata al principato ecclesiastico di Colonia. La Boemia certo non vedeva di buon occhio l'accrescersi della potenza imperiale al suo confine settentrionale, e inoltre Adolfo aveva promesso il magraviato di Meißen a Venceslao. Infine tutti i principi speravano di acquisire vantaggi dal caos in Turingia. Anche se il movente dell'azione di Adolfo era in primo luogo il rafforzamento del potere regio, non è da escludere che egli fosse mosso anche da interessi dinastici. In un primo tempo Adolfo riuscì, con la diplomazia, ad ottenere il riconoscimento delle sue acquisizioni, e a convincere sia l'arcivescovo di Magonza, sia il duca di Sassonia, ad una tacita accettazione del fatto compiuto.
Due anni, e due sanguinose campagne militari, più tardi, nell'estate del 1296, Adolfo proclamava orgoglioso che i suoi atti avevano aumentato in maniera significativa il patrimonio imperiale.

### Deposizione
Dopo che, in conseguenza di quanto prima detto, ha avuto luogo un'attenta disamina alla presenza di tutti i principi elettori, i vescovi, i prelati, i duchi, i conti, i signori ed i saggi, dichiariamo in comune consiglio e con la volontà di tutti, all'unanimità dei presenti, che il predetto signor Adolfo, che si è dimostrato tanto indegno della corona, e che a cagione delle sue ingiustizie e per i sopraddetti motivi, è stato reietto dal Signore Iddio che gli revocò il regno che finora egli detenne; Noi dichiariamo quindi che il regno gli è stato revocato, e a lui lo revochiamo anche noi, per sentenza unanime dei sopra indicati principi elettori, applicando tale sentenza, noi, che a lui eravamo legati per giuramento di fedeltà, da tale giuramento ci sciogliamo per sempre e solennemente vietiamo, che qualcuno in futuro gli obbedisca o gli renda omaggio reale.
La causa immediata del conflitto fu la politica di Adolfo in Turingia. Nel giorno di pentecoste del 1297 il margravio di Brandeburgo, il duca di Sassonia e il re di Boemia si accordarono per la difesa dei propri interessi. L'arcivescovo di Colonia era molto vicino a questo gruppo.
Nel febbraio del 1298 la situazione di Adolfo iniziò a farsi minacciosa, perché Venceslao II e Alberto d'Asburgo cessarono il loro lungo conflitto sui ducati d'Austria e Stiria, e presero accordi per il caso che Adolfo venisse deposto ed Alberto eletto re in sua vece. Probabilmente vi era già stato un incontro dei principi in occasione dell'incoronazione di Venceslao a re di Boemia, nel giugno 1297. Nel gennaio del 1298 Alberto d'Asburgo venne citato dall'arcivescovo di Magonza in un tribunale imperiale, per costringere Alberto e Adolfo a trovare un compromesso. Ma non si giunse a nulla, anzi, vi furono scontri sanguinosi tra i due, nell'alta valle del Reno, che però non furono risolutivi. Nel maggio 1298 fu Adolfo ad essere citato di fronte ad un tribunale imperiale, per decidere colà del conflitto. Ma essendo il re stesso parte in causa, non poteva essere giudice. Inoltre Adolfo non poteva non considerare una tale citazione altro che una provocazione, in quanto era stato Alberto a prendere le armi contro il legittimo sovrano. Per cui non si giunse ad alcun incontro tra i due.
Il 23 giugno 1298 ebbe luogo un incontro tra l'arcivescovo di Magonza, il duca di Sassonia e tre margravi del Brandeburgo, da cui scaturì un procedimento contro lo stesso sovrano. L'arcivescovo di Colonia e il re di Boemia avevano delegato l'arcivescovo di Magonza ad agire in loro nome. Durante il processo Adolfo venne accusato di svariati reati, tra cui la violazione del Landfrieden in Turingia, e il mancato adempimento degli impegni verso l'arcivescovo di Colonia. Adolfo venne dichiarato indegno della sua carica e spogliato della dignità reale.

### Aspetti giuridici
È degno di nota il fatto che Adolfo non fosse stato scomunicato prima della sua deposizione. Probabilmente il papa non era nemmeno stato messo a parte delle manovre dei principi elettori. Principi i quali tentarono di formulare le proprie argomentazioni in maniera simile a quelle impiegate da papa Innocenzo IV nella bolla con la quale veniva deposto Federico II, ma ciononostante tutta la procedura rappresenta, per l'epoca, un'aberrazione. Infatti Adolfo, con l'elezione a re e la successiva incoronazione, era re per volontà di Dio, e i principi, deponendolo, rompevano un giuramento con il quale, di fronte al Signore, avevano giurato la loro fedeltà al sovrano. Per questo, tra i capi d'accusa vi compaiono anche singolari imputazioni d'empietà, per esempio l'oltraggio all'ostia consacrata, o la simonia. A parte tutto questo, non esisteva nessuna normativa che regolasse la deposizione di un sovrano. Per questo i principi si appellarono al loro diritto di eleggere il re, dal quale (con un azzardo interpretativo) derivarono anche quello di deporlo. Infatti il precedente di Federico II statuiva che solamente il papa aveva la potestà di deporre il re di Germania.

### Elezione di Alberto e morte di Adolfo
Subito dopo la deposizione di Adolfo, Alberto I d'Asburgo venne eletto nuovo re. I particolari di questa elezione non sono noti, perché i cronisti sono estremamente avari di notizie. Rimane per esempio incerto se Alberto inizialmente non volesse accettare la corona, come più tardi egli confidò a papa Bonifacio VIII.
Decidere la deposizione di Adolfo era una cosa, tradurre nei fatti questa decisione un'altra. Ma il conflitto tra il re e l'opposizione dei principi si decise ben presto sul campo di battaglia. Il 2 luglio 1298 l'esercito di Adolfo e quello di Alberto si scontrarono nella battaglia di Göllheim, una località nel Palatinato settentrionale tra Kaiserslautern e Worms. Adolfo morì in battaglia, e alla sua morte seguì la rotta del suo esercito.
Alberto rifiutò di permettere ai seguaci di Adolfo di seppellire il re caduto nella cattedrale di Spira. Pertanto, Adolfo fu inizialmente sepolto vicino a Göllheim nel monastero cistercense di Rosenthal e solo più tardi trasferito a Spira, ove fu sepolto assieme ad Agnese di Hohenstaufen, una figlia morta infante di Federico Barbarossa, fino a quando nel 1902 questa non fu posta nella tomba della madre Beatrice di Borgogna.
Il medievalista tedesco Bernd Schneidmüller inserisce Adolfo nella sua lista dei "re-conti", gli imperatori o re dei Romani dei secoli XIV e XV anteriori al definitivo passaggio del titolo imperiale alla Casa d'Asburgo.

## Matrimonio e figli
Sposò Imagina di Isenburg-Limburg dalla quale ebbe otto figli:
- Enrico (m. giovane)
- Imagina (m. giovane)
- Ruprecht VI (ante 1280[1]- 2 novembre 1304), Conte di Nassau
- Matilde (1280 - 1323), sposa di Rodolfo I di Baviera
- Gerlach I (1288 - 1361), Conte di Nassau
- Adolfo (1292 - 1294)[1]
- Adelaide (m. 1338), dal 1311 badessa di Klarenthal[1]
- Walram III (1294 - 15 maggio 1324), Conte di Nassau-Wiesbaden

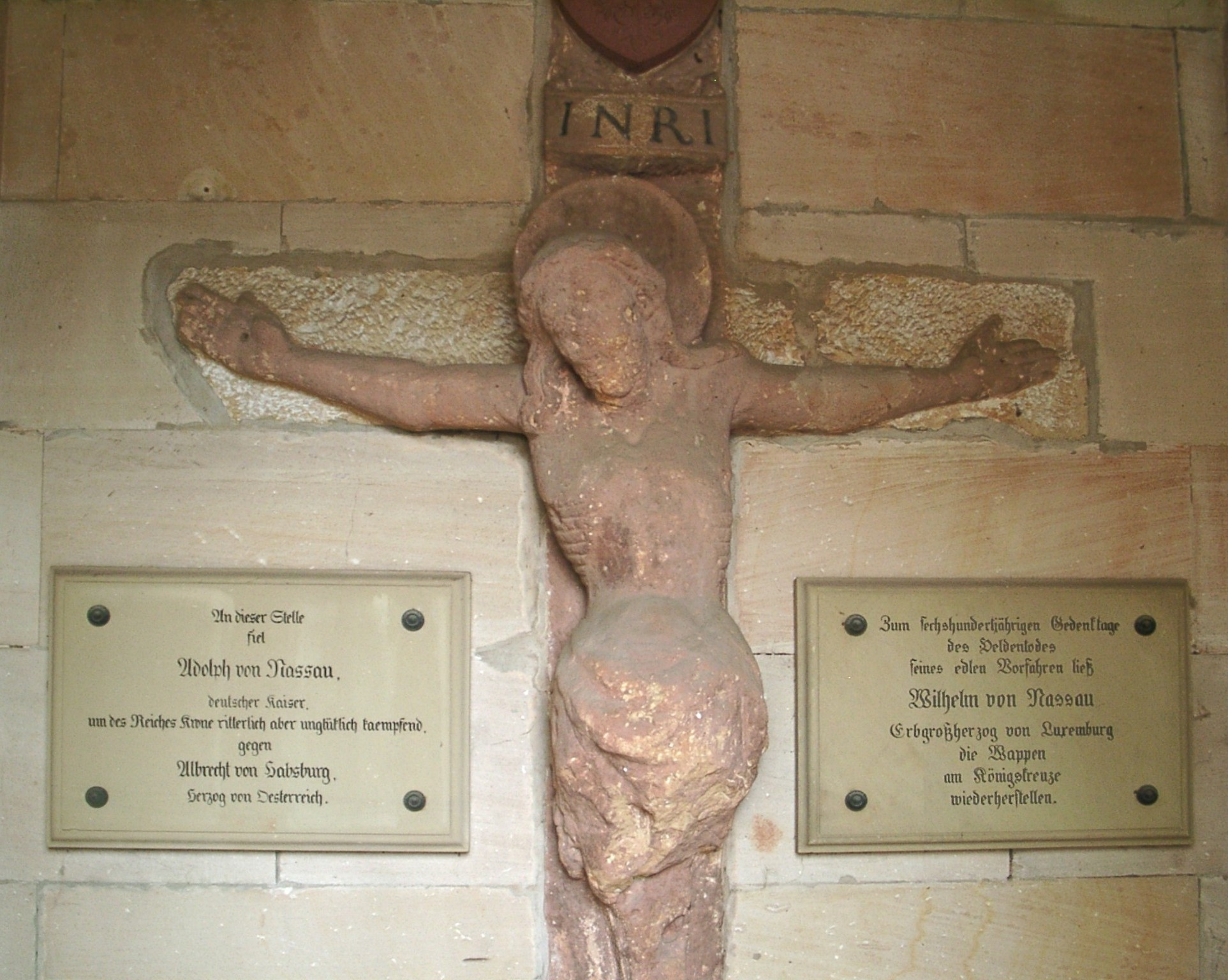
la cosiddetta "croce del re", eretta dalla vedova di Adolfo, Imagina, sul luogo dove si riteneva fosse morto Adolfo
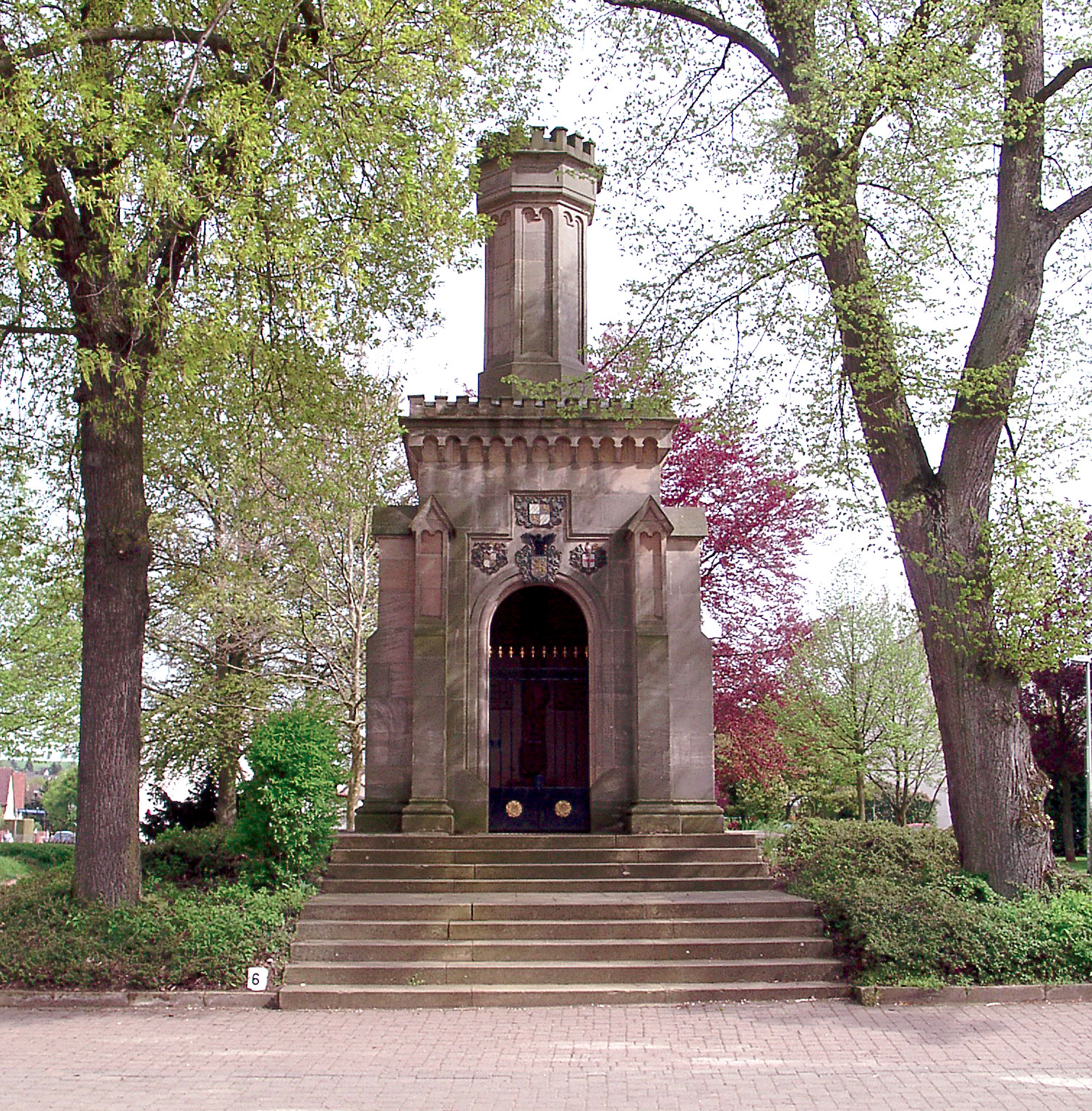
Cappella del XIX secolo, dove è conservata da "croce del re"
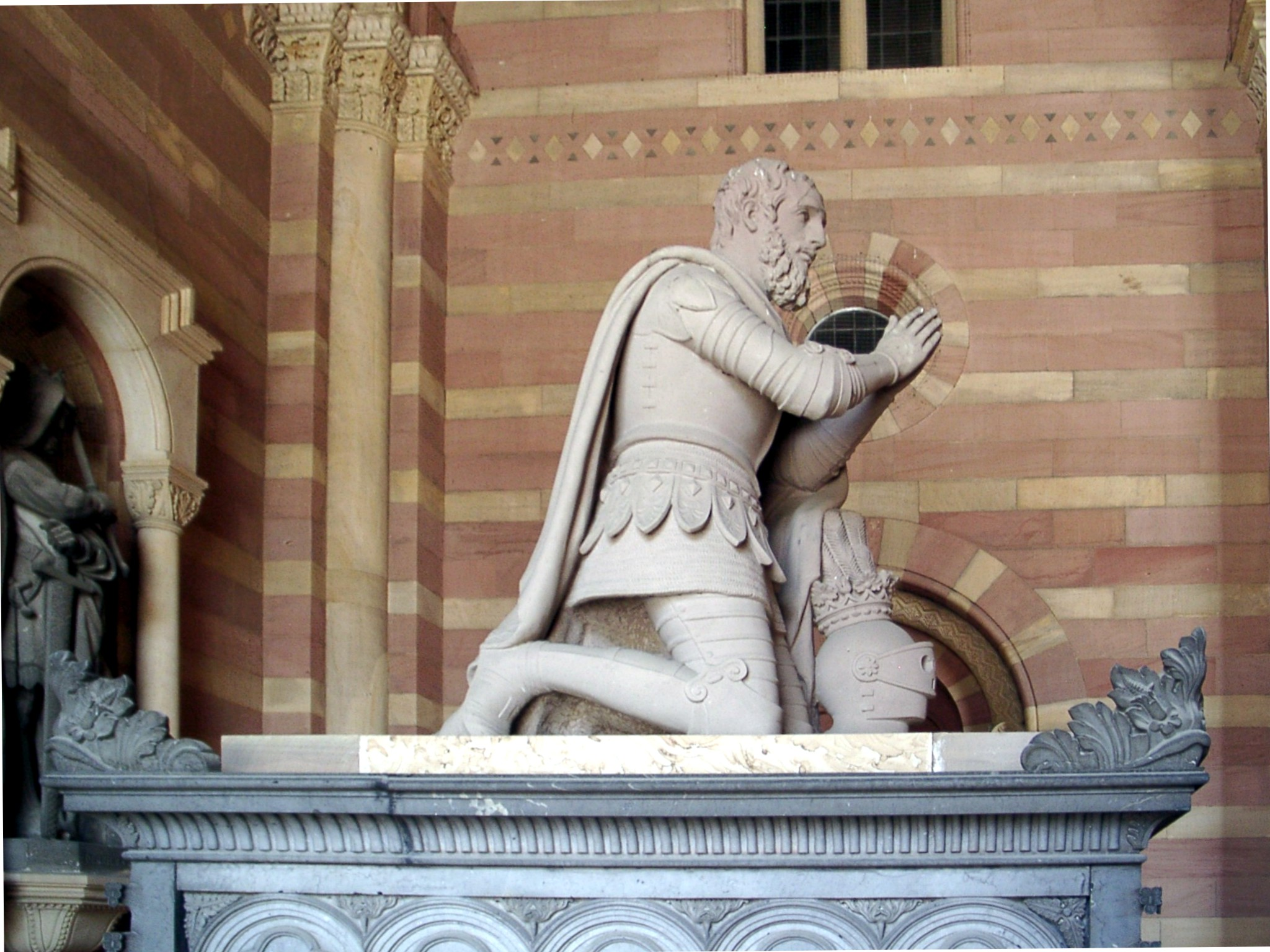
Monumento ad Adolfo, XIX secolo (duomo di Spira)

## Ascendenza
|                              |   |                      | Genitori             |  |  | Nonni |  |  | Bisnonni              |  |  | Trisnonni               |  |
|                              |   |                      |                      |  |  |       |  |  | Valderamo I di Nassau |  |  | Roberto I di Laurenburg |  |
|                              |   |                      |                      |  |  |       |  |  | Valderamo I di Nassau |  |  | Roberto I di Laurenburg |  |
|                              |   | …                    |                      |  |  |       |  |  | Valderamo I di Nassau |  |  |                         |  |
| Enrico II di Nassau          |   |                      |                      |  |  |       |  |  | Valderamo I di Nassau |  |  |                         |  |
|                              |   | Cunegonda            | …                    |  |  |       |  |  |                       |  |  |                         |  |
|                              |   | Cunegonda            | …                    |  |  |       |  |  |                       |  |  |                         |  |
|                              |   | Cunegonda            | …                    |  |  |       |  |  |                       |  |  |                         |  |
| Valderamo II di Nassau       |   | Cunegonda            |                      |  |  |       |  |  |                       |  |  |                         |  |
|                              |   | Ottone I di Gheldria | Enrico I di Gheldria |  |  |       |  |  |                       |  |  |                         |  |
|                              |   | Ottone I di Gheldria | Enrico I di Gheldria |  |  |       |  |  |                       |  |  |                         |  |
|                              |   | Ottone I di Gheldria | Agnese di Arnstein   |  |  |       |  |  |                       |  |  |                         |  |
| Matilde di Gheldria          |   | Ottone I di Gheldria |                      |  |  |       |  |  |                       |  |  |                         |  |
|                              |   | Riccarda di Baviera  | Ottone I di Baviera  |  |  |       |  |  |                       |  |  |                         |  |
|                              |   | Riccarda di Baviera  | Ottone I di Baviera  |  |  |       |  |  |                       |  |  |                         |  |
|                              |   | Riccarda di Baviera  | Agnese di Looz       |  |  |       |  |  |                       |  |  |                         |  |
| Adolfo di Nassau             |   | Riccarda di Baviera  |                      |  |  |       |  |  |                       |  |  |                         |  |
|                              | … | …                    |                      |  |  |       |  |  |                       |  |  |                         |  |
|                              | … | …                    |                      |  |  |       |  |  |                       |  |  |                         |  |
|                              | … | …                    |                      |  |  |       |  |  |                       |  |  |                         |  |
| Diether IV di Katzenelnbogen | … |                      |                      |  |  |       |  |  |                       |  |  |                         |  |
|                              |   | …                    | …                    |  |  |       |  |  |                       |  |  |                         |  |
|                              |   | …                    | …                    |  |  |       |  |  |                       |  |  |                         |  |
|                              |   | …                    | …                    |  |  |       |  |  |                       |  |  |                         |  |
| Adelaide di Katzenelnbogen   |   | …                    |                      |  |  |       |  |  |                       |  |  |                         |  |
|                              |   | …                    | …                    |  |  |       |  |  |                       |  |  |                         |  |
|                              |   | …                    | …                    |  |  |       |  |  |                       |  |  |                         |  |
|                              |   | …                    | …                    |  |  |       |  |  |                       |  |  |                         |  |
| …                            |   | …                    |                      |  |  |       |  |  |                       |  |  |                         |  |
|                              |   | …                    | …                    |  |  |       |  |  |                       |  |  |                         |  |
|                              |   | …                    | …                    |  |  |       |  |  |                       |  |  |                         |  |
|                              |   | …                    | …                    |  |  |       |  |  |                       |  |  |                         |  |
|                              |   | …                    |                      |  |  |       |  |  |                       |  |  |                         |  |